# Смолинське (Талицький міський округ)
Смо́линське (рос. Смолинское) — село у складі Талицького міського округу Свердловської області.
Населення — 554 особи (2010, 736 у 2002).
Національний склад станом на 2002 рік: росіяни — 99 %.